# Pałac w Płużnem
Pałac w Płużnem – wybudowany przez ks. Stanisława Wincentego Jabłonowskiego, kasztelana krakowskiego w drugiej połowie XIX w.
Obiekt powstał na wzgórzu nad niewielkim stawem na miejscu starego dworu, po którym pozostały tylko lochy. W willowym pałacu z wieżą widokową i loggiami znajdowało się przeniesione z pałacu w Krzewinie archiwum Jabłonowskich, zawierające bogatą kolekcję druków i obrazów. Zbiory te przepadły w 1919 r. Po pałacu pozostały dwa rysunki Napoleona Ordy oraz fotografie.